# Fréttablaðið
Fréttablaðið (en islandais, le journal) est un ancien quotidien islandais, considéré comme proche de l’Alliance. Il a été fondé en 2001 et a été distribué pour la dernière fois le 31 mars 2023.